# Чиказькі похорони
Чиказькі похорони (англ. Chicago Overcoat) — американський бойовик 2009 року.

## Сюжет
Відомий в Чикаго кілер Лу Маранзано виконує останнє замовлення і йде на заслужений відпочинок. Двадцять років він не давав про себе знати, жив тихим життям добропорядного громадянина, і вже звикся з тим, що дні його сумної слави залишилися в далекому минулому. Все міняється, коли за податкове шахрайство заарештовують крупного чиновника, представника профспілок. Бос мафіозного синдикату, на який колись працював Лу, вирішує прибрати всіх можливих свідків, перш ніж уряд зможе розкрити велику змову. Лу вирішує виїхати подалі від цих заворушень, але за ним вже слідкують поліцейські детективи. Його життя опиняється під загрозою і тепер Лу належить довести, що він все ще гідний того, щоб називатися смертельно небезпечним найманим вбивцею.

## У ролях
| Актор            | Роль                |
| ---------------- | ------------------- |
| Френк Вінсент    | Лу Маранзано        |
| Кетрін Нардуччі  | Лорейн Лионелло     |
| Майк Старр       | Лоренцо Галанте     |
| Стейсі Кіч       | Рей Берковські      |
| Арманд Ассанте   | Стефано Д'Агностіно |
| Денні Голдрінг   | Ральф Мелоні        |
| Тім Гембл        | Гаррі Грін          |
| Мартін Шеннон    | Семмі Делано        |
| Баррет Вальц     | Елліот Волш         |
| Джина Д'Ерколе   | Ангела Кассо        |
| Роберт Гердіш    | Майкл Кассо         |
| Рік Пластіна     | Анджело Переллі     |
| Марк Валларта    | Джої Кассо          |
| Джек Броніс      | Джо Барбоне         |
| Майкл Гуїдо      | Френк Салерно       |
| Рей Толер        | Олдермен Россі      |
| Уліс Акоста      | Родріго             |
| Луїс Ді Джуліо   | беззубий старий     |
| Рой Андерсон     | Фріман              |
| Дженніфер Енглін | Дарсі Барбоне       |